# 幸福𤆵耳朵
幸福𤆵耳朵是一部用四川话作为对白的电视剧，由导演崔磊指导，上映于2006年。